# Цяпка Іван
Іва́н Ця́пка (псевдо — Скоропад, 1887/1884), с. Хишевичі, нині Городоцького району — 1920, здогадно — під Архангельськом) — військовий і політичний діяч, активний учасник національно-визвольних змагань (1914–1920), адвокат.

## Життєпис
Дитинство минуло в с. Хишевичі Рудківського повіту на Львівщині (нині Городоцький район). Навчався у сільській школі в Хишевичах, потім у Перемишльській гімназії (матуру, випускний іспит склав у 1906 навчальному році; згодом в УСС був найстаршим випускником цього навчального закладу). За кошти мецената допоміг своєму товаришу по науці Миколі Чорнилу видати твір «Красний примір направив» (1903).

## Студентські роки
Навчався на юридичному факультеті Львівського університету (тепер ЛНУ ім. І. Франка, корпус геологічного та біологічного факультетів). Приятель Адама Коцка. Провідний учасник боротьби за український університет у Львові 1907, за що був виключений із нього. Обвинувачувач у судовій справі проти Генрика Сенкевича за зневагу українського студентства 1908. Провідник розгрому москвофільської маніфестації  в с. Коропуж (сусіднє село із рідними Хишевичами), у якій брав участь посол російської думи Михаїл Стахович (1909). Закінчував навчання у Віденському університеті, де брав активну участь в студентському житті, брав участь у драмах, новелах, комедіях, випускав студентські газетки. Абсольвент відділу права Віденського університету. У Відні він не лише навчався, але також був «Студентським корпорантом», тобто належав до одного із студентських братств під назвою «СІЧ».

## Стрілецьке життя

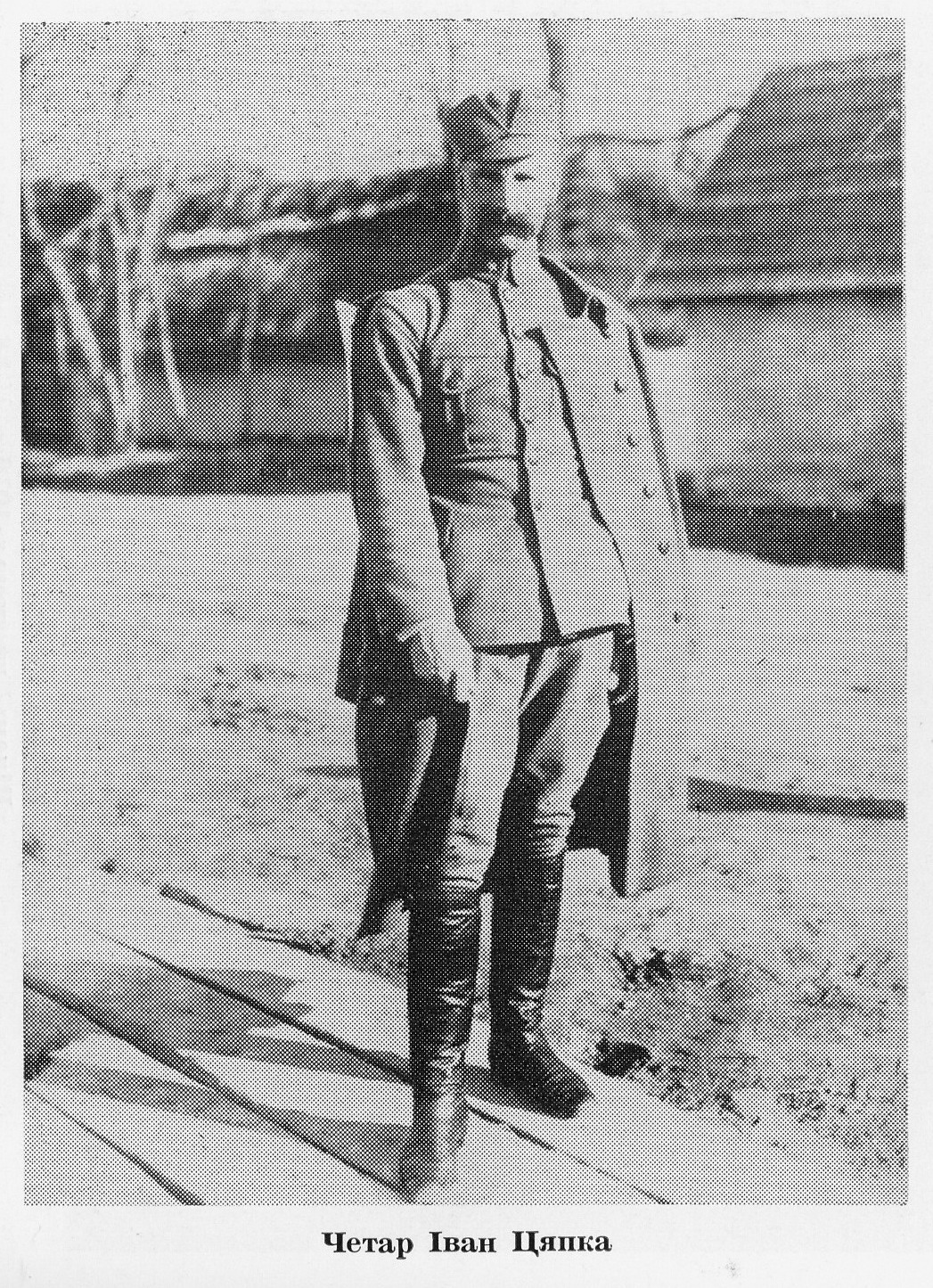
Четар, генеральний обозний УСС Іван Цяпка — Скоропад

У 1914 році зголосився добровольцем в УСС та був одним із організаторів УСС на Городоччині. Майже одразу його ввели до невеликого старшинського складу Легіону. У вересні 1914 року Івана Цяпку призначено четарем (командантом чоти) в IV сотні Осипа Будзиновського, яка входила до складу першого куреня УСС на чолі з курінним отаманом доктором Михайлом Волошином. Коли на базі сотні Будзиновського сформувались 10 партизанських стеж «двадцяток» (по 20-ть стрільців), то Іван Цяпка очолив одну із них. Загалом в складі Легіону УСС сформовано було тоді 40 таких стеж. Стежа Цяпки 28 вересня вийшла з Воловця, і разом із іншими стежами сотні Будзиновського зустрілась 29 березня на Бескиді з ворогом, однак змушена була відступити. Учасник карпатської капанії УСС (зима 1914–1915 років).
У березні 1915 р. отримав старшинський ступінь XII рангу. Поручник Легіону УСС, провідник сотні новобранців УСС, що 26 травня 1915 року тільки прийшла на фронт, а вже наступного дня одержала бойове хрещення в бою під Гошевом, де посилила 51 мадярський полк і чим спричинилась до зупинки II куренем УСС наступу росіян під Болеховим (сотня втратила половину людей, але держалась завзято). Взимку 1916–1917 заснував та став Першим Великим Комтуром «Ордену Залізної Остроги». Довгий час стояв на чолі Ордену і пасував «непохитників» на лицарів. У 1917—1918 році керував відділом, призначеним головно для земляних і будівельних робіт. Ця, так звана будівельна сотня, числилась бойовою формацією і як запас піхотних куренів не раз виручала в бою інші відділи Легіону.
Генеральний обозний Куреня УСС. Учасник Визвольних Змагань 1917-20 рр., вояк корпусу Січових Стрільців Євгена Коновальця, очолював суд. Саме в цей період бере собі псевдо «Скоропад». На початку 1920 р. арештований та вивезений більшовиками з Києва. Хворів на тиф, тому в арешт попав геть знесилений, лише шкіра та кості, тому кілька старшин залишились його обороняти. 26 квітня 1920 року Цяпку з побратимами відпровадили вгору по Дніпру на пароплаві. Є згадка, що після арешту Цяпка перебував у Кожухівському концтаборі під Москвою. Страчений більшовиками, можливо, в серпні 1920 року під Архангельськом. Припущення, що в'язня розстріляно 1937-го в урочищі Сандармох (Карелія), не підтверджується віднайденими документальними джерелами.

«Капітула» — штаб — ордену «Лицарів Залізної Остроги». З «інсиґніями» — відзнаками — стоять: у центрі з булавою «великий комтур» ордену четар Іван Цяпка, ліворуч від нього меч тримає «малий комтур» — сотник Володимир Білозор, зі щитом — «окличник» поручник Михайло Девоссер, із кийком «обрядник» четар Лев Лепкий — «великий майстер церемоній». Фото зроблене 25 лютого 1917 року.

Дмитро Донцов дав характеристику Цяпці:

| «людина зрештою скромна, мила, ідейна» |
Роман Купчинський писав про Цяпку так:

| «Його звичайно знають як фігуру смішну, одначе так дійсно не було. Він мав вправді свої смішні сторінки, наприклад, був цілком на лиці подряпаний і говорив, тільки афоризмами, одначе поза тим людина дуже ідейна і працьовита, та ще дуже гарний вояка» |

## Скоропадів рід
Одна з легенд оповідає, що Цяпка взяв псевдо Скоропад, бо вважав себе нащадком роду Скоропадів, а конкретніше нащадком Данила Скоропадського, брата гетьмана Івана Скоропадського. Рід так звався, бо був у них кінь, що робив 5 миль на годину, то коли предки на коня сідали, то одразу ж з нього падали.
Цікавою є історія, яку сам Цяпка розказував стрільцям, як його рід змінив прізвище: За Легендою Данило Скоропад мав село і замок поблизу Пінських боліт. Як цар Петро I напав на замок Скоропада, то після боїв Данило повернувся з бою і мав три цяпки крові на лиці:
| "Бо тут, пророцтво каже бабки: Колись прийде в борбі ущерб, Рід змінить назвище й три цяпки: Додасть у свій родинний герб!" І Цяпкою назвусь Данило: "Не буду більше Скоропад", Казав "бо й згадувать немило, Назвуся Цяпкою назад |

## Родовий герб Цяпок

Герб Скоропада

Дослідники вважають родовий герб Цяпок однією з вигадок Івана Цяпки. Відносять розповідь про цей герб до байок, що побутували серед січових стрільців та членів «Лицарства Залізної Остроги», яке очолював Іван Цяпка.
Роман Купчинський так описував родовий герб Цяпок в «Скоропаді»:

| : «…Над ватраном великий Герб два бобри сперлися на лапки Між ними три червоні Цяпки А надолині – меч і серп.» |
Легенда герба: Два бобри — згадка про Полісся, куди переїхав рід Цяпок, після програшу Полтавської Битви. Три Цяпки — кров пролита родом Цяпки За Віру, Націю і Честь! Меч — бо волю здобували, а серп бо працю шанували.

## Твори про Івана Цяпку
- А. Лотоцький. Життя та Пригоди Цяпки-Скоропада [Архівовано 18 травня 2007 у Wayback Machine.]. — Львів: Червона Калина, 1926
- Р. Купчинський. Скоропад [Архівовано 3 січня 2009 у Wayback Machine.]. — Ню Йорк: Червона Калина, 1965
- Л. Лепкий. Бо війна війною [Архівовано 27 січня 2010 у Wayback Machine.], стрілецька пісня